# Le Bardo
Pour les articles homonymes, voir Bardo.
Le Bardo (arabe : باردو  [bɑrdʊ]) est une ville située à quelques kilomètres à l'ouest de Tunis.
Rattachée au gouvernorat de Tunis, elle constitue une municipalité de 71 921 habitants en 2014. L'ancienne résidence beylicale fondée au XVe siècle abrite aujourd'hui le siège du Parlement tunisien ainsi que le musée national du Bardo célèbre pour ses mosaïques.

## Géographie
Le territoire de la ville du Bardo est délimité par Ettahrir et El Omrane au nord, Bab Souika à l'est, Ezzouhour, Sidi Hassine et Hraïria au sud et le gouvernorat de l'Ariana à l'ouest.
|                      | Ettahrir  | El Omrane  |
| Ariana               | Le Bardo  | Bab Souika |
| Hraïria Sidi Hassine | Ezzouhour |            |

## Histoire
Le Bardo est d'abord un palais élevé sous le règne du sultan hafside Abou Faris Abd el-Aziz el-Mutawakkil (1394-1434) et emprunte son nom au mot espagnol prado qui désigne un pré, et par extension, un jardin. Celui-ci laisse penser qu'il a été construit à l'exemple des résidences princières de l'Andalousie musulmane et avec l'aide d'artistes andalous. Il se présente alors comme une succession de parcs et de pavillons de plaisance située à environ quatre kilomètres de Tunis.

Dans la deuxième moitié du XVe siècle, le voyageur Adorne en décrit les jardins plantés d'arbres fruitiers et les demeures royales. Léon l'Africain en a également laissé une description : 
« Un lieu appelé le Bardo, là où sont les jardins et maisons de plaisance du roy fabriquées avec une architecture non moins industrieuse que superbe, enrichie d'entailles et peintures des plus fines couleurs. »
 Le site bénéficie ensuite de la faveur des beys mouradites : Hammouda Pacha (1631-1666) restaure et embellit le palais et en fait la résidence permanente de la dynastie. Les voyageurs de l'époque rapportent aussi bien le luxe des demeures que la beauté de ces jardins agrémentés de parterres de fleurs, de fontaines et de pièces d'eau.

Avec l'arrivée des beys husseinites au XVIIIe siècle, Le Bardo subit agrandissements et embellissement des palais, jardins et dépendances. Une mosquée est élevée sous le règne d'Hussein Ier Bey alors que son successeur Ali Ier fait aménager des salles d'apparat, dont une salle de justice et une salle pour ses audiences, et renforcer les fortifications flanquées de tours rondes de la petite cité, ce que confirme le chroniqueur Seghir Ben Youssef : 
« Le Bardo, avec ses fossés profonds, ses hautes murailles et ses canons, se trouva si bien défendu que si l'Ange de la Mort avait eu l'idée de se présenter à la porte, il n'aurait pu trouver le moyen d'y pénétrer. »
Mohamed Rachid Bey se fait construire de nouveaux appartements et Ali II installe un pavillon à coupole dans les jardins ; Hammouda Pacha décide pour sa part l'aménagement d'une nouvelle salle pour ses audiences appelée « salle du Pacha ». Au début du XIXe siècle, l'ensemble regroupe également un souk, des casernes, des écuries et une prison sans compter les demeures des hauts dignitaires. Vers 1830, la cité royale abrite environ 800 personnes. Le peintre Auguste Veillon peint Un café arabe au Bardo, à Tunis (actuellement au musée d'Art et d'Histoire de Genève) au XIXe siècle.

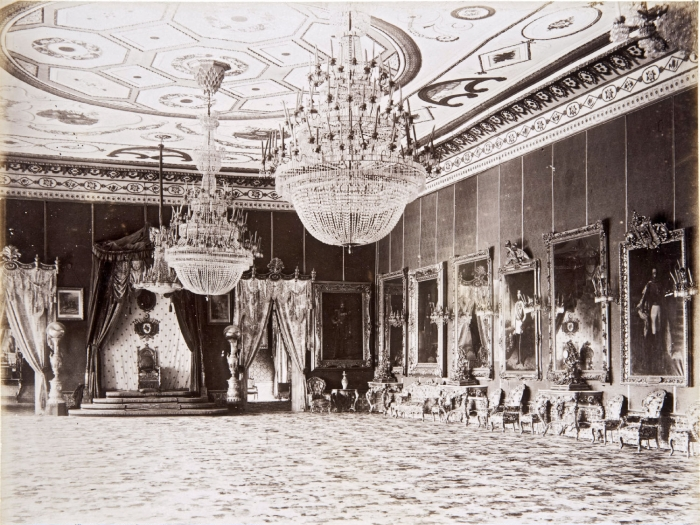
Salle du trône du palais du Bardo vers 1880.

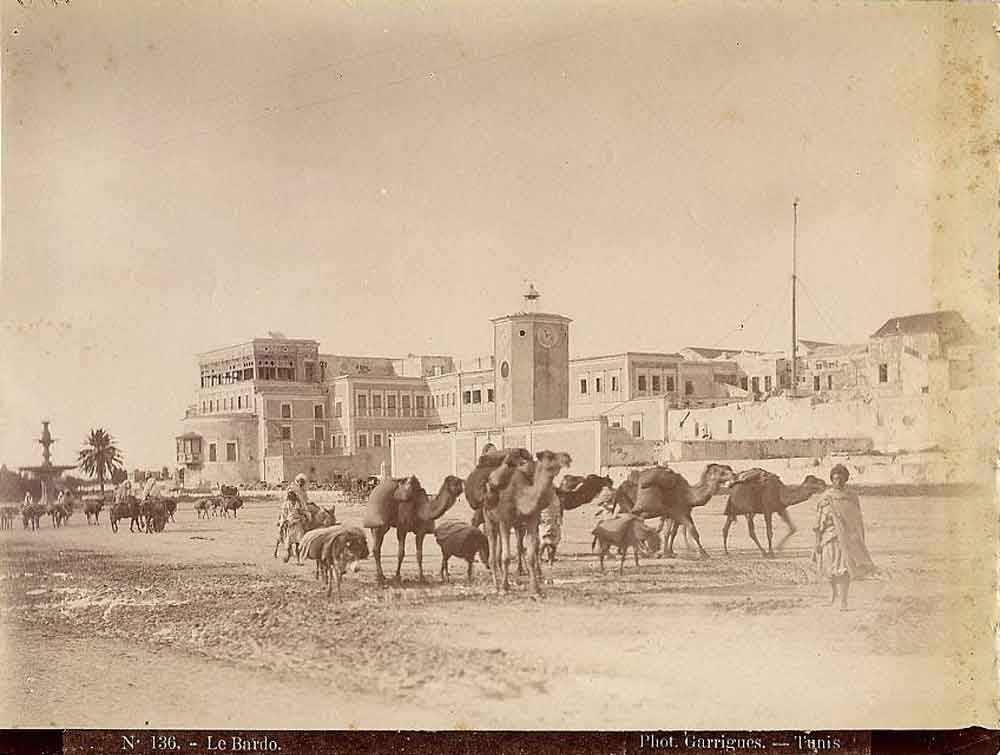
Esplanade au début du XXe siècle.

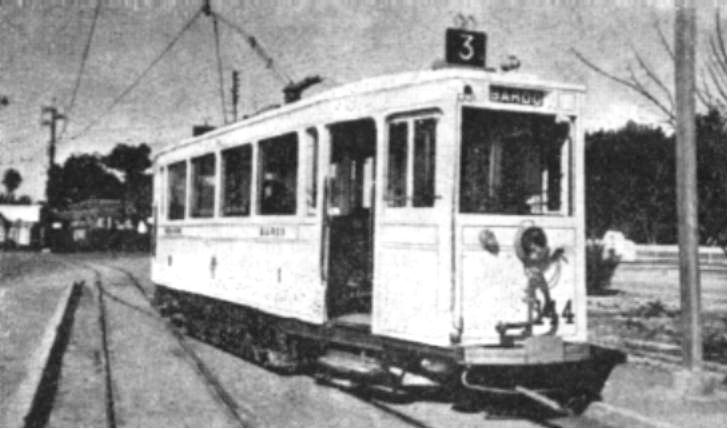
Tramway au Bardo en 1952.

Une école polytechnique (1840-1855) voit le jour sous le règne d'Ahmed Ier puis est remplacée par une école militaire en activité jusqu'en 1866. Un hôtel de la monnaie construit dans l'enceinte y frappe les monnaies de la régence entre 1847 et 1891. Pendant ce temps, des constructions apparaissent à l'extérieur des murs comme le palais de Ksar Saïd, qui voit la signature du traité du 12 mai 1881 instaurant le protectorat français de Tunisie, ou la caserne de l'artillerie ouverte en 1839.
De plus, une liaison avec Tunis par voie ferrée est mise en service en 1875, renforçant encore le rôle du Bardo comme centre politique. L'instauration du protectorat voit se produire de nombreuses démolitions concernant notamment le mur méridional remplacé par une esplanade.
L'hôtel de la monnaie et l'école militaire sont transformés en caserne de la garde beylicale et la réduction du train de vie de la dynastie libère des espaces pour abriter le musée national ouvert en 1882. Le harem de Sadok Bey abrite les collections antiques dès 1888 et le palais de Mahmoud Bey les collections arabes dès 1900. Avec l'arrivée du tramway en 1908, les environs de la cité se couvrent de lotissements résidentiels qui accueillent des familles européennes. Le Bardo est finalement érigé en municipalité le 8 mai 1909 bien qu'il reste encore peu peuplé avec 384 habitants en 1926.
Après la guerre, la municipalité développe son équipement avec un poste de police, une poste, des écoles et une église mais reste très peu pourvue en commerces à l'exception des cafés pour les touristes visitant le musée. La fonction résidentielle s'accroît après la Seconde Guerre mondiale où la population est multipliée par seize, passant de 968 habitants en 1936 à 7 085 en 1946 et 15 977 en 1956, ce qui entraîne l'extension de la ville autour des axes de transport qui la traversent. L'avènement de l'indépendance ne stoppe pas le mouvement qui s'amplifie avec 41 714 habitants en 1966 et 49 367 en 1975.
Pour faire face à cette croissance exponentielle, les pouvoirs publics lancent la construction de la cité populaire d'Ezzouhour au sud de la ville, à proximité de la sebkha Séjoumi et débordant sur les municipalités voisines.
Le 18 mars 2015, le musée national du Bardo est le théâtre d'une attaque terroriste qui cause la mort de 24 personnes, dont vingt touristes,, et fait 47 blessés.

## Culture

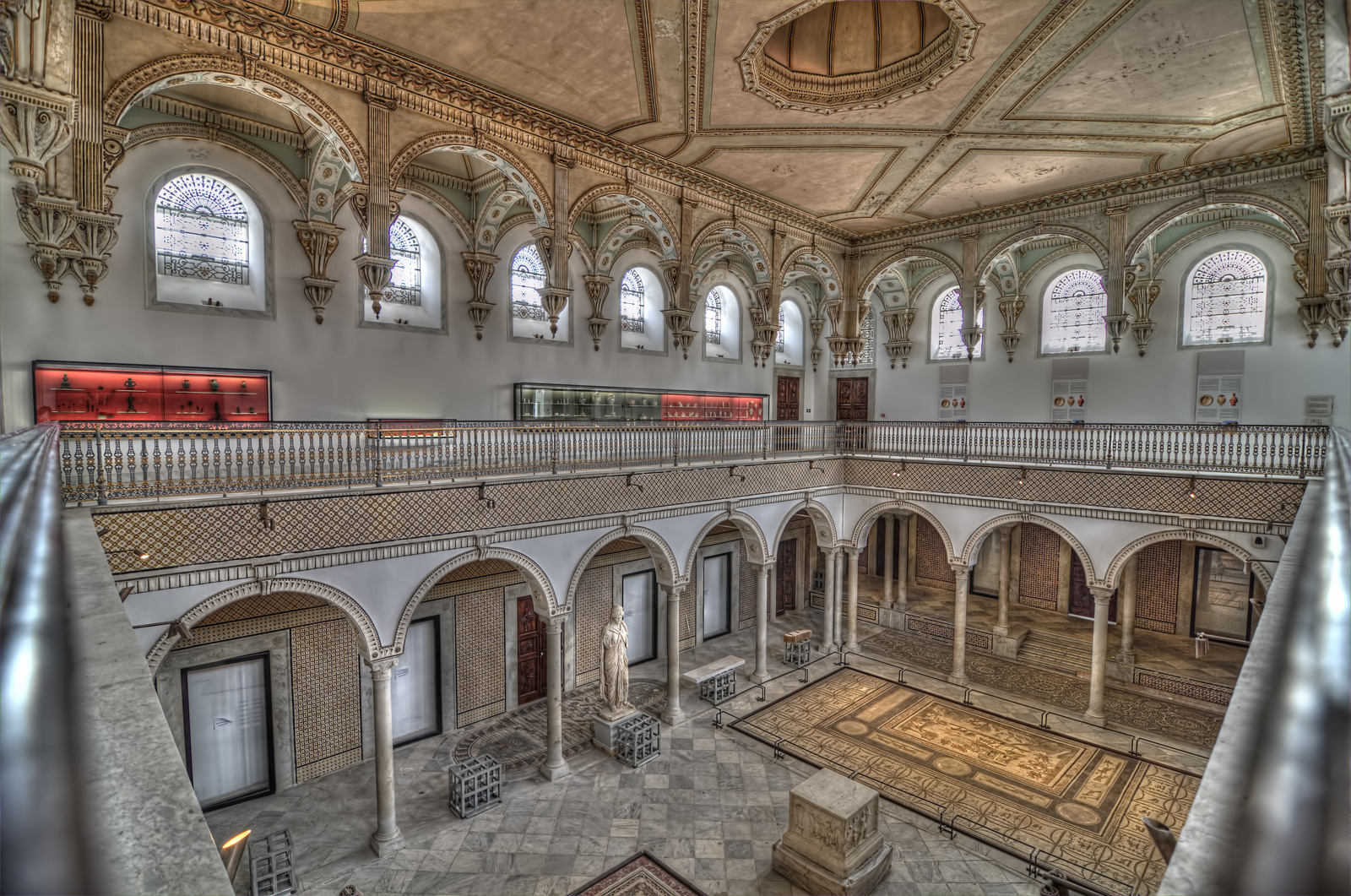
Salle du musée national du Bardo.

Le musée national du Bardo, dont la création est décidée par le décret beylical du 7 novembre 1882, est inauguré le 7 mai 1888 en présence d'Ali III Bey ; il occupe une partie de l'ancien palais beylical du Bardo,. Plus ancien et plus important musée tunisien, il renferme près de 130 000 pièces réparties en cinq départements et se distingue notamment par sa collection de mosaïques qui est l'une des plus riches au monde.

## Transport
La ville du Bardo est desservie par la ligne 4 du métro léger de Tunis. Elle accueille quatre stations : 20-Mars, Bardo, Essaidia et Khaznadar.

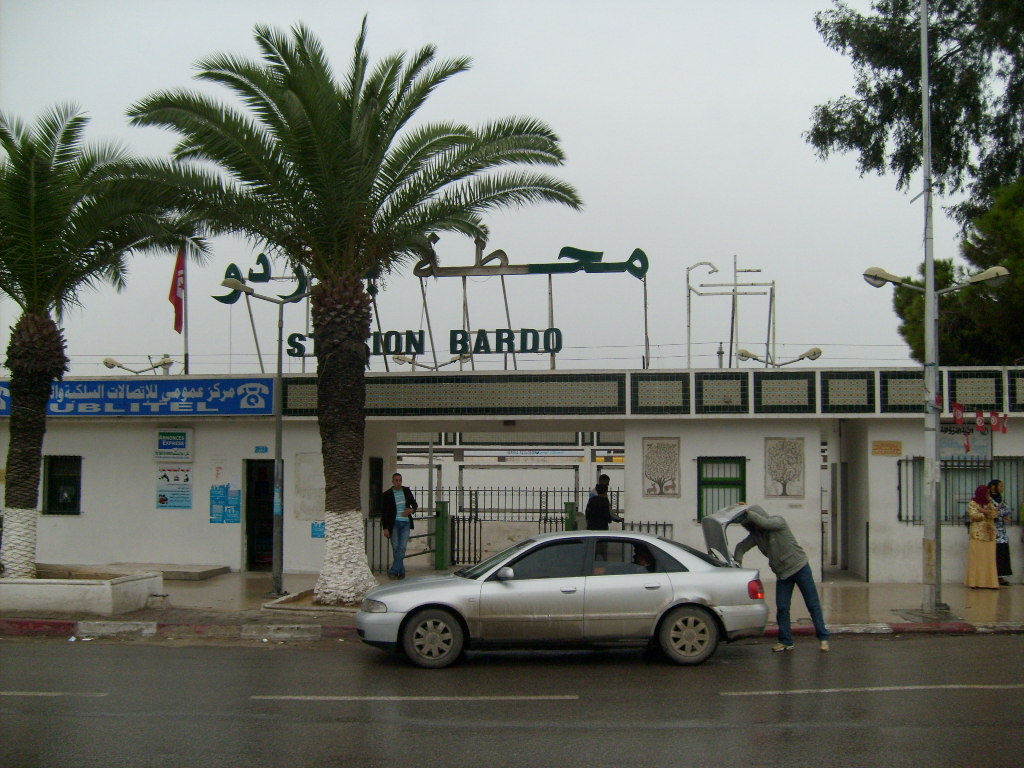
Vue extérieure de la station du Bardo.
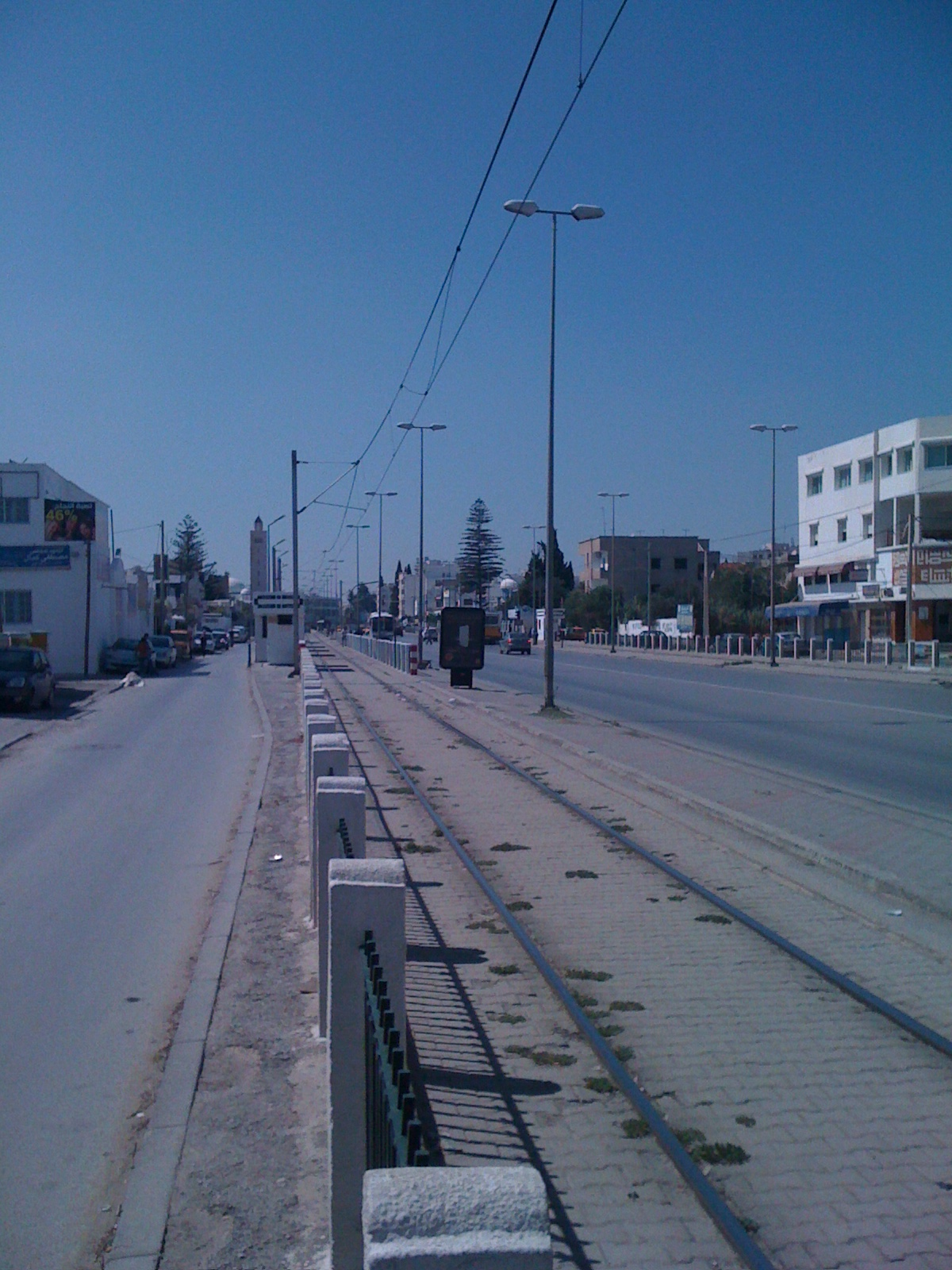
Station du 20-Mars.

## Sport
La ville abrite le siège du Stade tunisien, l'un des principaux clubs de football de Tunis.